# مدرسه ملی ارتدکس
مدرسه ملی ارتدوکس (انگلیسی: National Orthodox School) الشمیسانی که به اختصار به آن (NOS) می‌گویند یک مدرسه ملی ارتدکس، و خصوصی مسیحی در منطقه شمیسانی در غرب امان، اردن است. این مدرسه اخیراً نامزد دریافت جایزه بین‌المللی مدرک کارشناسی شده‌است.

## تاریخچه
این مدرسه توسط ارتدوکس‌های انجمن‌های آموزشی (OES) تأسیس شده‌است و به‌عنوان یک سازمان خیریه و یک سازمان غیرانتفاعی ملی می‌باشد که در میان اهداف خیرخواهانه آن مدیریت مدارس و سایر موسسات آموزشی در سراسر اردن قرار دارد.
این مدرسه در سال ۱۹۵۷ تأسیس شد و اولین مدرسه مختلط در کشور بود. این مدرسه کار خودش را در یک ساختمان اجاره شده در جبل عمان با تنها ۷۰ دانش آموز و چهار معلم در سه کلاس آغاز نمود. در سال ۱۹۶۵ آنها به مکان دائم خود در منطقه الشمیسانی درغرب امان نقل مکان کرد، و به گسترش کار خودش ادامه داد بنحویکه اکنون تعداد دانش‌آموزان مدرسه به حدود ۲۴۰۰ دانش‌آموز (از کلاس اول تا کلاس ۱۲). با بیش از ۳۶۰ کارمند می‌رسد.
این مدرسه اکنون عضو معتبر در شورای بین‌المللی مدارس (CIS) است.

## قسمتهای مختلف مدرسه
در این مدرسه پنج بخش آموزشی (مراحل) وجود دارد:
مهد کودک KG1 و KG2، که به عنوان مهد کودک «وهبة تماری» شناخته می‌شود، با یک ساختمان جداگانه در «الشمیسانی» و نزدیک محوطه مدرسه است.
مراحل آموزشی:
- مرحله ابتدای پایین (کلاسهای ۱–۳)
- مرحله ابتدای بالا (کلاسهای ۴–۵)
- مرحله متوسطه (کلاسهای ۶ تا ۸)
- مرحله ثانویه (کلاسهای ۹–۱۲)